# Syndrome de Landau et Kleffner
 Mise en garde médicale
Le syndrome de Landau et Kleffner (aphasie acquise de l'enfant avec épilepsie ou aphasie infantile acquise) est un syndrome neurologique rare qui se développe chez l'enfant.
Ce syndrome est nommé d'après William Landau (en) et Frank Kleffner (en), qui l'ont caractérisé en 1957 à l'aide d'un diagnostic fait chez six enfants patients.

## Présentation
Le syndrome est caractérisé par le développement d'une aphasie (incapacité à comprendre ou à exprimer un langage) soudaine et d'un électro-encéphalogramme (EEG) anormal. Le SLK affecte les parties du cerveau qui contrôlent la compréhension et le langage (aire de Broca et aire de Wernicke). Le trouble se développe habituellement chez les enfants âgés entre 3 et 7 ans. Il semblerait être plus répandu chez les garçons.